# Paczków
Paczków (udtale: [ˈpat͡ʂkuf], tysk: Patschkau, schlesisk: Paczkōw) er en by i den sydvestlige del af voivodskabet Opole i det sydlige Polen. Byen har 6.941(2021) indbyggere og et areal på	6,6 km². Den er en del af powiatet (amt) Nysa.

## Historie
Den er en af de få byer i Europa, hvor middelalder befæstninger er næsten fuldstændigt bevaret. Den ligger i den sydøstlige udkant af den historiske provins Nedre Schlesien, langs middelaldervejen fra Lillepolen til Klodzkodalen og Prag, kaldes Paczków "polsk Carcassonne", takket være de velbevarede middelalderlige fæstningsværker. Men mens den berømte franske Carcassonne er en rekonstruktion fra det 19. århundrede, er alle historiske bygninger i Paczków autentiske.
Paczków blev officielt grundlagt og tildelt byrettigheder den 8. marts 1254, da det polske Biskop af Wrocław, Tomasz 1. gav tilladelse til to flamlændere Henryk og Wilhelm, at placere en ny by, Bogunów (nævnt under det latiniserede navn Bogunov), der skulle bosættes af tyske immigranter.

## Galleri
- Centrum
- Kłodzkoporten
- Johannes, evangelistens kirke
- Historiske byhuse
- Wrocławporten
- Markedspladsen
- Vor Frue Kirke af evig Hjælp
- Bøddelens hus, 1700-tallet